# Conrad Nagel
Conrad Nagel (Keokuk, 16 de marzo de 1897-Nueva York, 24 de febrero de 1970) fue un actor cinematográfico estadounidense de la época del cine mudo, aunque también del cine sonoro, de la radio y de la televisión.

## Biografía
Nacido en Keokuk, Iowa, su padre, Frank, de ascendencia alemana, era músico, y su madre, Frances Murphy, una cantante reconocida a nivel local. La madre de Nagel falleció siendo éste joven, y él siempre atribuyó sus inclinaciones artísticas al ambiente familiar, que estimuló las mismas. A los tres años de edad, su familia se trasladó a Des Moines, Iowa. Tras graduarse en el Highland Park College de Des Moines, donde su padre era decano en el conservatorio, Nagel se trasladó a California a fin de iniciar una carrera en el relativamente joven medio cinematográfico, donde cosechó atención inmediata por parte de los estudios de Hollywood, ya que con su elevada estatura y atractivo físico, el joven Nagel fue visto como un potencial ídolo cinematográfico.
Nagel fue elegido con rapidez para trabajar en películas que cimentaron su imagen saludable de amante íntegro. Su debut cinematográfico fue en la versión de 1918 de Mujercitas, el clásico de Louisa May Alcott, que capturó inmediatamente la atención del público y lanzó a Nagel al estrellato del cine mudo. El papel que le asentó totalmente tuvo lugar en el film de 1920, The Fighting Chance, con la estrella sueca Anna Q. Nilsson. 
El 11 de mayo de 1927, Nagel fue una de las 36 personalidades de la industria cinematográfica que contribuyeron a la fundación de la Academia de las Artes y las Ciencias Cinematográficas de Hollywood (AMPAS). Entre los actores que también contribuyeron al evento destacan Mary Pickford, Douglas Fairbanks, Richard Barthelmess, Jack Holt, Milton Sills, y Harold Lloyd. Nagel fue presidente de la organización entre 1932 y 1933. Fue también miembro fundador del Screen Actors Guild (SAG).
En 1927, Nagel trabajó junto a Lon Chaney, Marceline Day, Henry B. Walthall y Polly Moran en el ahora perdido clásico de terror de Tod Browning London After Midnight. 
A diferencia de muchas de las estrellas del cine mudo de los Felices Años Veinte, Conrad Nagel tuvo pocas dificultades en adaptarse al cine sonoro, y en las décadas siguientes participó en películas de calidad como actor de carácter. También trabajó con frecuencia en la radio y en la televisión. Entre 1937 y 1947 presentó y dirigió el programa radiofónico Silver Theater. Más adelante, de 1949 a 1952, presentó el popular programa televisivo Celebrity Time.
En 1940, Nagel recibió un Óscar honorífico por su trabajo en la Motion Picture Relief Fund. Fue el presentador de las ceremonias de entrega de los Óscar de 1930, de los Óscar de 1932, y presentador junto a Bob Hope de la ceremonia de los Óscar de 1952. También presentó los Premios Emmy de 1930. 
Nagel se casó y se divorció en tres ocasiones. Con su primera esposa, Ruth Helms, tuvo una hija en 1920, Ruth Margaret. Su segunda esposa fue Lynn Merrick, y la tercera fue Michael Coulson Smith, con la cual tuvo un hijo, Michael, a finales de los años cincuenta. 
En 1970, Nagel falleció en Nueva York debido a un enfisema, con 72 años; fue incinerado en North Bergen, Nueva Jersey y sus cenizas enterradas en el cementerio luterano de Varsovia, Illinois. 
Por sus contribuciones al cine, la radio y la televisión, Conrad Nagel recibió tres estrellas en el Paseo de la Fama de Hollywood, en el 1719 de Vine Street (Cine), 1752 de Vine Street (Radio), y 1752 de Vine Street (Televisión).

## Filmografía
| - The Man Who Understood Women (1959) - A Stranger in My Arms (o And Ride a Tiger) (1959) - Hidden Fear (1957) - All That Heaven Allows (Solo el cielo lo sabe) (1955) - Stage Struck (1948) - The Adventures of Rusty (1945) - Forever Yours (1945) - I Want a Divorce (1940) - One Million B.C. (1940) .... Narrador - The Mad Empress (1939) - Bank Alarm (1937) - The Gold Racket (1937) - Navy Spy (1937) - The Gold Racket {1937) - Wedding Present (1936) - The Girl From Mandalay (1936) - Ball at Savoy (1936) - One New York Night (1935) - Death Flies East (1935) - One Hour Late (1935) - Dangerous Corner (1934) - The Marines Are Coming (1934) - Ann Vickers (1933) - The Constant Woman (1933) - Fast Life (1932) - Kongo (Congo) (1932) - Divorce in the Family (El divorcio en la familia) (1932) - The Man Called Back (1932) - Hell Divers (Titanes del cielo) (1931) con Wallace Beery y Clark Gable - The Pagan Lady (1931) - The Reckless Hour (1931) - Son of India (El hijo del destino) (1931) - Three Who Loved (1931) - The Bad Sister (1931) - The Right of Way (Vidas truncadas) (1931) - East Lynne (1931) - Free Love (1930) - Today (1930) - Du Barry, Woman of Passion (1930) - A Lady Surrenders (Sublime sacrificio) (1930) - Numbered Men (1930) - One Romantic Night (1930) - The Divorcee (La divorciada) (1930) - Redemption (Redención) (1930) - Second Wife (1930) - The Ship from Shanghai (1930) - Dynamite (Dinamita) (1929) - The Sacred Flame (1929) - The Kiss (El beso) (1929) - The Thirteenth Chair (1929) - The Idle Rich (1929) - Kid Gloves (1929) - The Redeeming Sin (1929) - Red Wine (1928) - The Terror (1928) (no acreditado) | - Caught in the Fog (1928) - State Street Sadie (1928) - The Mysterious Lady (La dama misteriosa) (1928) - The Michigan Kid (1928) - Diamond Handcuffs (1928) - Glorious Betsy (La bella de Baltimore) (1928) - The Crimson City (1928) - Tenderloin (El supremo ardid) (1928) - If I Were Single (El poder de una mirada) (1927) - London After Midnight (1927) - The Girl from Chicago (1927) - Quality Street (1927) - Slightly Used (1927) - Heaven on Earth (1927) - There You Are! (Una niña a la moderna) (1926) - Tin Hats (1926) - The Waning Sex (El sexo débil) (1926) - Exquisite Sinner (1926) - Memory Lane (1926) - Dance Madness (1926) - Lights of Old Broadway (1925) - The Only Thing (1925) - Sun-Up (1925) - Pretty Ladies (1925) - Cheaper to Marry (1925) - Excuse Me (Dispense usted) (1925) - So This Is Marriage? (1924) - The Snob (El vanidoso) (1924) - Married Flirts (1924) - Sinners in Silk (1924) - Tess of the D'Urbervilles (1924) - The Rejected Woman (1924) - Three Weeks (1924) - Name the Man (1924) - The Rendezvous (1923) - Lawful Larceny (1923) - Bella Donna (1923) - Grumpy (1923) - Singed Wings (1922) - The Impossible Mrs. Bellew (La extraña señora Bellew) (1922) - Nice People (1922) - The Ordeal (1922) - Hate (1922) - Saturday Night (1922) - Fool's Paradise (El paraíso de un iluso) (1921) - Sacred and Profane Love (1921) - The Lost Romance (1921) - What Every Woman Knows (1921) - Midsummer Mandes (Locura, imprudencia y abandono) (1920) - Unseen Forces (1920) - The Fighting Chance (1920) - Romeo's Dad (1919) - The Redhead (1919) - The Lion and the Mouse (1919) - Mujercitas (1918) |